# Coupe Internationale de Nice de 2017
Coupe Internationale de Nice de 2017 foi a vigésima segunda edição da Coupe Internationale de Nice, um evento anual de patinação artística no gelo, sendo parte do calendário sênior internacional. A competição foi disputada entre os dias 11 de outubro e 15 de outubro, na cidade de Nice, França.

## Eventos
- Individual masculino
- Individual feminino
- Duplas
- Dança no gelo

## Medalhistas
| Evento                        | Ouro                                           | Prata                                     | Bronze                                        |
| Sênior                        |                                                |                                           |                                               |
| Individual masculino detalhes | Yan Han · China                                | Jorik Hendrickx · Bélgica                 | Peter Liebers · Alemanha                      |
| Individual feminino detalhes  | Alisa Fedichkina · Rússia                      | Li Xiangning · China                      | Anna Khnychenkova · Ucrânia                   |
| Duplas detalhes               | Yu Xiaoyu · Zhang Hao · China                  | Annika Hocke · Ruben Blommaert · Alemanha | Kim Kyu-eun · Alex Kam · Coreia do Sul        |
| Dança no gelo detalhes        | Penny Coomes · Nicholas Buckland · Reino Unido | Wang Shiyue · Liu Xinyu · China           | Marie-Jade Lauriault · Romain Le Gac · França |
| Júnior                        |                                                |                                           |                                               |
| Individual masculino detalhes | Matyáš Bělohradský · República Tcheca          | Landry Le May · França                    | Başar Oktar · Turquia                         |
| Individual feminino detalhes  | Anastasiia Gubanova · Rússia                   | Mariia Talalaikina · Rússia               | Alessa Tornaghi · Itália                      |

## Resultados

### Sênior

#### Individual masculino
| Pos.              | Nome               | Nacionalidade    | Pontos | PC         | PL          |
| ----------------- | ------------------ | ---------------- | ------ | ---------- | ----------- |
| Medalha de ouro   | Yan Han            | China            | 259.67 | 94.29 (1)  | 165.38 (1)  |
| Medalha de prata  | Jorik Hendrickx    | Bélgica          | 236.65 | 79.02 (3)  | 157.63 (2)  |
| Medalha de bronze | Peter Liebers      | Alemanha         | 223.44 | 78.01 (4)  | 145.43 (3)  |
| 4                 | Romain Ponsart     | França           | 215.79 | 72.31 (7)  | 143.48 (4)  |
| 5                 | Denis Ten          | Cazaquistão      | 214.51 | 72.48 (6)  | 142.03 (5)  |
| 6                 | Zhang He           | China            | 212.71 | 81.75 (2)  | 130.96 (8)  |
| 7                 | Phillip Harris     | Reino Unido      | 208.97 | 72.71 (5)  | 136.26 (6)  |
| 8                 | Jiří Bělohradský   | República Tcheca | 196.77 | 62.82 (9)  | 133.95 (7)  |
| 9                 | Makar Ignatov      | Rússia           | 195.47 | 69.95 (8)  | 125.52 (9)  |
| 10                | Lukas Britschgi    | Suíça            | 182.10 | 61.51 (10) | 120.59 (10) |
| 11                | Adrien Tesson      | França           | 175.87 | 59.52 (11) | 116.35 (11) |
| 12                | Burak Demirboga    | Turquia          | 158.27 | 50.27 (17) | 108.00 (13) |
| 13                | Artan Engin Ali    | Turquia          | 156.42 | 47.18 (19) | 109.24 (12) |
| 14                | Nicola Todeschini  | Suíça            | 155.48 | 58.44 (12) | 97.04 (15)  |
| 15                | Mattia Della Torre | Itália           | 153.62 | 49.90 (18) | 103.72 (14) |
| 16                | Alessandro Fadini  | Itália           | 152.87 | 56.27 (13) | 96.60 (16)  |
| 17                | Harry Mattick      | Reino Unido      | 144.94 | 52.93 (15) | 92.01 (17)  |
| 18                | Michel Tsiba       | Países Baixos    | 139.96 | 52.99 (14) | 86.97 (18)  |
| 19                | Joshua Rols        | França           | 136.88 | 52.91 (16) | 83.97 (19)  |
| 20                | Ryan Dodds         | Austrália        | 109.33 | 35.79 (20) | 73.54 (20)  |
| WD                | Thomas Stoll       | Alemanha         | —      | — (WD)     |             |
| WD                | Ajay Bhardwaj      | Índia            | —      | — (WD)     |             |
| WD                | Ravi Tiwari        | Índia            | —      | — (WD)     |             |

#### Individual feminino
| Pos.              | Nome                      | Nacionalidade    | Pontos | PC         | PL         |
| ----------------- | ------------------------- | ---------------- | ------ | ---------- | ---------- |
| Medalha de ouro   | Alisa Fedichkina          | Rússia           | 182.08 | 65.89 (1)  | 116.19 (2) |
| Medalha de prata  | Li Xiangning              | China            | 179.28 | 60.45 (2)  | 118.83 (1) |
| Medalha de bronze | Anna Khnychenkova         | Ucrânia          | 159.50 | 57.46 (4)  | 102.04 (4) |
| 4                 | Nicole Schott             | Alemanha         | 155.62 | 58.35 (3)  | 97.27 (5)  |
| 5                 | Julie Froetscher          | França           | 154.87 | 48.43 (12) | 106.44 (3) |
| 6                 | Natasha Mckay             | Reino Unido      | 150.45 | 53.99 (5)  | 96.46 (6)  |
| 7                 | Josefin Taljegård         | Suécia           | 139.25 | 50.28 (7)  | 88.97 (7)  |
| 8                 | Micol Cristini            | Itália           | 136.41 | 50.98 (6)  | 85.43 (9)  |
| 9                 | Michaela Lucie Hanzlíková | República Tcheca | 135.24 | 49.72 (10) | 85.52 (8)  |
| 10                | Katie Powell              | Reino Unido      | 133.18 | 49.25 (11) | 83.93 (12) |
| 11                | Giada Russo               | Itália           | 132.08 | 50.18 (8)  | 81.90 (13) |
| 12                | Lee Seo-young             | Coreia do Sul    | 128.97 | 44.22 (15) | 84.75 (11) |
| 13                | Sandra Ramond             | França           | 127.25 | 42.10 (17) | 85.15 (10) |
| 14                | Kim Cheremsky             | Azerbaijão       | 124.38 | 45.21 (14) | 79.17 (15) |
| 15                | Pauline Wanner            | França           | 122.64 | 44.03 (16) | 78.61 (16) |
| 16                | Nina Povey                | Reino Unido      | 122.40 | 41.67 (18) | 80.73 (14) |
| 17                | Pernille Sorensen         | Dinamarca        | 106.82 | 45.61 (13) | 61.21 (18) |
| 18                | Lara Roth                 | Áustria          | 99.80  | 31.74 (19) | 68.06 (17) |
| WD                | Nathalie Weinzierl        | Alemanha         | —      | 49.86 (9)  | — (WD)     |
| WD                | Loena Hendrickx           | Bélgica          | —      | — (WD)     |            |
| WD                | Tanja Odermatt            | Suíça            | —      | — (WD)     |            |

#### Duplas
| Pos.              | Nome                                     | Nacionalidade | Pontos | PC         | PL         |
| ----------------- | ---------------------------------------- | ------------- | ------ | ---------- | ---------- |
| Medalha de ouro   | Yu Xiaoyu / Zhang Hao                    | China         | 193.61 | 68.91 (1)  | 124.70 (1) |
| Medalha de prata  | Annika Hocke / Ruben Blommaert           | Alemanha      | 172.70 | 55.86 (2)  | 116.84 (2) |
| Medalha de bronze | Kim Kyu-eun / Alex Kam                   | Coreia do Sul | 156.26 | 53.43 (4)  | 102.83 (3) |
| 4                 | Zoe Jones / Christopher Boyadji          | Reino Unido   | 147.13 | 45.94 (9)  | 101.19 (4) |
| 5                 | Lola Esbrat / Andrei Novoselov           | França        | 146.97 | 49.38 (6)  | 97.59 (5)  |
| 6                 | Laura Barquero / Aritz Maestu            | Espanha       | 142.62 | 51.13 (5)  | 91.49 (6)  |
| 7                 | Bogdana Lukashevich / Aleksandr Stepanov | Rússia        | 141.77 | 53.44 (3)  | 88.33 (7)  |
| 8                 | Camille Mendoza / Pavel Kovalev          | França        | 125.89 | 48.78 (7)  | 77.11 (8)  |
| 9                 | Lena Kretmeier / Anton Kempf             | Alemanha      | 114.44 | 39.95 (10) | 74.49 (9)  |
| 10                | Dorota Broda / Pedro Betegon             | Espanha       | 100.08 | 35.68 (11) | 64.40 (10) |
| WD                | Liubov Efimenko / Matthew Penasse        | Finlândia     | —      | 46.87 (8)  | — (WD)     |
| WD                | Goda Butkute / Nikita Ermolaev           | Lituânia      | —      | — (WD)     |            |

#### Dança no gelo
| Pos.              | Nome                                   | Nacionalidade | Pontos | PC         | PL         |
| ----------------- | -------------------------------------- | ------------- | ------ | ---------- | ---------- |
| Medalha de ouro   | Penny Coomes / Nicolas Buckland        | Reino Unido   | 172.98 | 68.40 (1)  | 104.58 (1) |
| Medalha de prata  | Shiyue Wang / Xinyu Liu                | China         | 153.94 | 59.00 (4)  | 94.94 (3)  |
| Medalha de bronze | Marie Jade Lauriault / Romain Legac    | França        | 153.38 | 57.94 (5)  | 95.44 (2)  |
| 4                 | Angelique Abachkina / Louis Thauron    | França        | 151.94 | 59.54 (3)  | 92.40 (4)  |
| 5                 | Alexandra Nazarova / Maxym Nikitin     | Ucrânia       | 151.42 | 61.02 (2)  | 90.40 (5)  |
| 6                 | Lilah Fear / Lewis Gibson              | Reino Unido   | 145.50 | 55.80 (7)  | 89.70 (6)  |
| 7                 | Robynne Tweedale / Joseph Buckland     | Reino Unido   | 138.92 | 54.16 (8)  | 84.76 (8)  |
| 8                 | Cecilia Törn / Jussiville Partanen     | Finlândia     | 138.78 | 52.34 (11) | 86.44 (7)  |
| 9                 | Katarina Mueller / Tim Dieck           | Alemanha      | 136.60 | 56.96 (6)  | 79.64 (10) |
| 10                | Jasmine Tessarri / Francesco Fioretti  | Itália        | 135.36 | 52.50 (10) | 82.86 (9)  |
| 11                | Lorenza Alessandrini / Pierre Souquet  | França        | 132.78 | 53.42 (9)  | 79.36 (11) |
| 12                | Justyna Plutowska / Jeremie Flemin     | Polônia       | 129.08 | 50.80 (13) | 78.28 (12) |
| 13                | Juulia Turkkila / Matthias Versluis    | Finlândia     | 127.72 | 52.08 (12) | 75.64 (14) |
| 14                | Carolina Moscheni / Andrea Fabbri      | Itália        | 127.68 | 50.54 (14) | 77.14 (13) |
| 15                | Adelina Galyavieva / Laurent Abecassis | França        | 121.12 | 47.64 (15) | 73.48 (15) |
| 16                | Chantelle Kerry / Andrew Dodds         | Austrália     | 110.00 | 41.38 (16) | 68.62 (16) |
| 17                | Malin Malmberg / Thomas Nordahl        | Suécia        | 85.96  | 33.50 (17) | 52.46 (17) |

### Júnior

#### Individual masculino júnior
| Pos.              | Nome               | Nacionalidade    | Pontos | PC         | PL         |
| ----------------- | ------------------ | ---------------- | ------ | ---------- | ---------- |
| Medalha de ouro   | Matyáš Bělohradský | República Tcheca | 196.70 | 61.09 (2)  | 135.61 (1) |
| Medalha de prata  | Landry Le May      | França           | 185.81 | 64.88 (1)  | 120.93 (3) |
| Medalha de bronze | Oktar Basar        | Turquia          | 184.19 | 56.84 (5)  | 127.35 (2) |
| 4                 | Julian Donica      | França           | 163.20 | 57.94 (4)  | 105.26 (4) |
| 5                 | Nik Folini         | Itália           | 154.77 | 53.43 (6)  | 101.34 (5) |
| 6                 | Jonathan Hess      | Alemanha         | 153.52 | 58.66 (3)  | 94.86 (7)  |
| 7                 | Paolo Ballestri    | Itália           | 146.58 | 50.27 (7)  | 96.31 (6)  |
| 8                 | Isaak Droysen      | Alemanha         | 140.07 | 48.75 (9)  | 91.32 (9)  |
| 9                 | Daniel Mrázek      | República Tcheca | 139.73 | 46.46 (10) | 93.27 (8)  |
| 10                | Marco Bozzuto      | Itália           | 128.16 | 49.59 (8)  | 78.57 (11) |
| 11                | Xan Rols           | França           | 124.99 | 43.10 (11) | 81.89 (10) |

#### Individual feminino júnior
| Pos.              | Nome                   | Nacionalidade    | Pontos | PC         | PL         |
| ----------------- | ---------------------- | ---------------- | ------ | ---------- | ---------- |
| Medalha de ouro   | Anastasia Gubanova     | Rússia           | 188.30 | 63.28 (1)  | 125.02 (1) |
| Medalha de prata  | Mariia Talalaikina     | Rússia           | 146.45 | 52.62 (12) | 102.24 (2) |
| Medalha de bronze | Alessia Tornaghi       | Itália           | 146.39 | 52.23 (3)  | 94.16 (3)  |
| 4                 | Dahyun Ko              | República Tcheca | 137.57 | 49.72 (10) | 92.46 (4)  |
| 5                 | Klára Štěpánová        | República Tcheca | 136.13 | 48.04 (11) | 91.45 (5)  |
| 6                 | Alizee Crozet          | França           | 135.86 | 47.33 (4)  | 86.14 (8)  |
| 7                 | Lucrezia Beccari       | Itália           | 134.48 | 46.36 (6)  | 87.15 (6)  |
| 8                 | Heloise Pitot          | França           | 132.15 | 45.32 (2)  | 79.53 (12) |
| 9                 | Charlotte Vandersarren | Bélgica          | 131.70 | 45.30 (8)  | 86.38 (7)  |
| 10                | Olga Mikutina          | Áustria          | 129.93 | 45.11 (7)  | 83.57 (10) |
| 11                | Maia Mazzara           | Suíça            | 127.36 | 44.68 (14) | 84.16 (9)  |
| 12                | Marina Piredda         | Itália           | 126.45 | 44.21 (5)  | 78.41 (13) |
| 13                | Seo Ye-eun             | Coreia do Sul    | 122.41 | 44.05 (16) | 79.85 (11) |
| 14                | Lutricia Bock          | Alemanha         | 120.88 | 43.20 (13) | 76.83 (14) |
| 15                | Nicole Zaika           | Suíça            | 111.07 | 42.70 (9)  | 65.77 (18) |
| 16                | Anastasia Vaipan-Law   | Reino Unido      | 109.81 | 42.56 (17) | 69.20 (15) |
| 17                | Shaline Ruegger        | Suíça            | 105.16 | 40.61 (15) | 62.46 (19) |
| 18                | Yoon Minseo            | Coreia do Sul    | 105.08 | 38.81 (18) | 66.27 (17) |
| 19                | Franziska Kettl        | Alemanha         | 102.12 | 37.33 (21) | 66.31 (16) |
| 20                | Jang Eunsol            | Coreia do Sul    | 97.27  | 37.08 (19) | 59.94 (20) |
| 21                | Linden Van Bemmel      | Países Baixos    | 96.28  | 35.81 (20) | 59.20 (21) |
| 22                | Lenne Van Gorp         | Países Baixos    | 87.45  | 33.62 (22) | 53.83 (22) |
| 23                | Freja Juel Jensen      | Dinamarca        | 72.89  | 27.33 (23) | 45.56 (23) |
| 24                | Sofie Korsgaard        | Dinamarca        | 69.33  | 24.55 (24) | 44.78 (24) |
| WD                | Sarah Borch Nielsen    | Dinamarca        | —      | 22.45 (25) | — (WD)     |

## Quadro de medalhas
Sênior
| Ordem | País          | Medalha de ouro | Medalha de prata | Medalha de bronze |    | Ordem por total |
| ----- | ------------- | --------------- | ---------------- | ----------------- | -- | --------------- |
| 1     | China         | 2               | 2                |                   | 4  | 1               |
| 2     | Reino Unido   | 1               |                  |                   | 1  | 3               |
| 2     | Rússia        | 1               |                  |                   | 1  | 3               |
| 4     | Alemanha      |                 | 1                | 1                 | 2  | 2               |
| 5     | Bélgica       |                 | 1                |                   | 1  | 3               |
| 6     | Coreia do Sul |                 |                  | 1                 | 1  | 3               |
| 6     | França        |                 |                  | 1                 | 1  | 3               |
| 6     | Ucrânia       |                 |                  | 1                 | 1  | 3               |
| TOTAL | TOTAL         | 4               | 4                | 4                 | 12 | —               |

Geral
| Ordem | País             | Medalha de ouro | Medalha de prata | Medalha de bronze |    | Ordem por total |
| ----- | ---------------- | --------------- | ---------------- | ----------------- | -- | --------------- |
| 1     | China            | 2               | 2                |                   | 4  | 1               |
| 2     | Rússia           | 2               | 1                |                   | 3  | 2               |
| 3     | Reino Unido      | 1               |                  |                   | 1  | 5               |
| 3     | República Tcheca | 1               |                  |                   | 1  | 5               |
| 5     | Alemanha         |                 | 1                | 1                 | 2  | 3               |
| 5     | França           |                 | 1                | 1                 | 2  | 3               |
| 7     | Bélgica          |                 | 1                |                   | 1  | 5               |
| 8     | Coreia do Sul    |                 |                  | 1                 | 1  | 5               |
| 8     | Itália           |                 |                  | 1                 | 1  | 5               |
| 8     | Turquia          |                 |                  | 1                 | 1  | 5               |
| 8     | Ucrânia          |                 |                  | 1                 | 1  | 5               |
| TOTAL | TOTAL            | 6               | 6                | 6                 | 18 | —               |